# Deutsche Malakozoologische Gesellschaft
Deutsche Malakozoologische Gesellschaft – towarzystwo naukowe założone w 1868 roku we Frankfurcie nad Menem, zrzeszające specjalistów i amatorów zainteresowanych malakologią. Organem DMG jest od 1868 roku czasopismo „Archiv für Molluskenkunde” (początkowo wydawane jako „Nachrichtsblatt der Deutschen Malakozoologischen Gesellschaft”), poświęcone głównie systematyce i taksonomii mięczaków, a od 1962 dodatkowo „Mitteilungen der Deutschen Malakozoologischen Gesellschaft”, publikujące głównie prace faunistyczne i poświęcone ekologii mięczaków.